# Grande Sinagoga de Budapeste

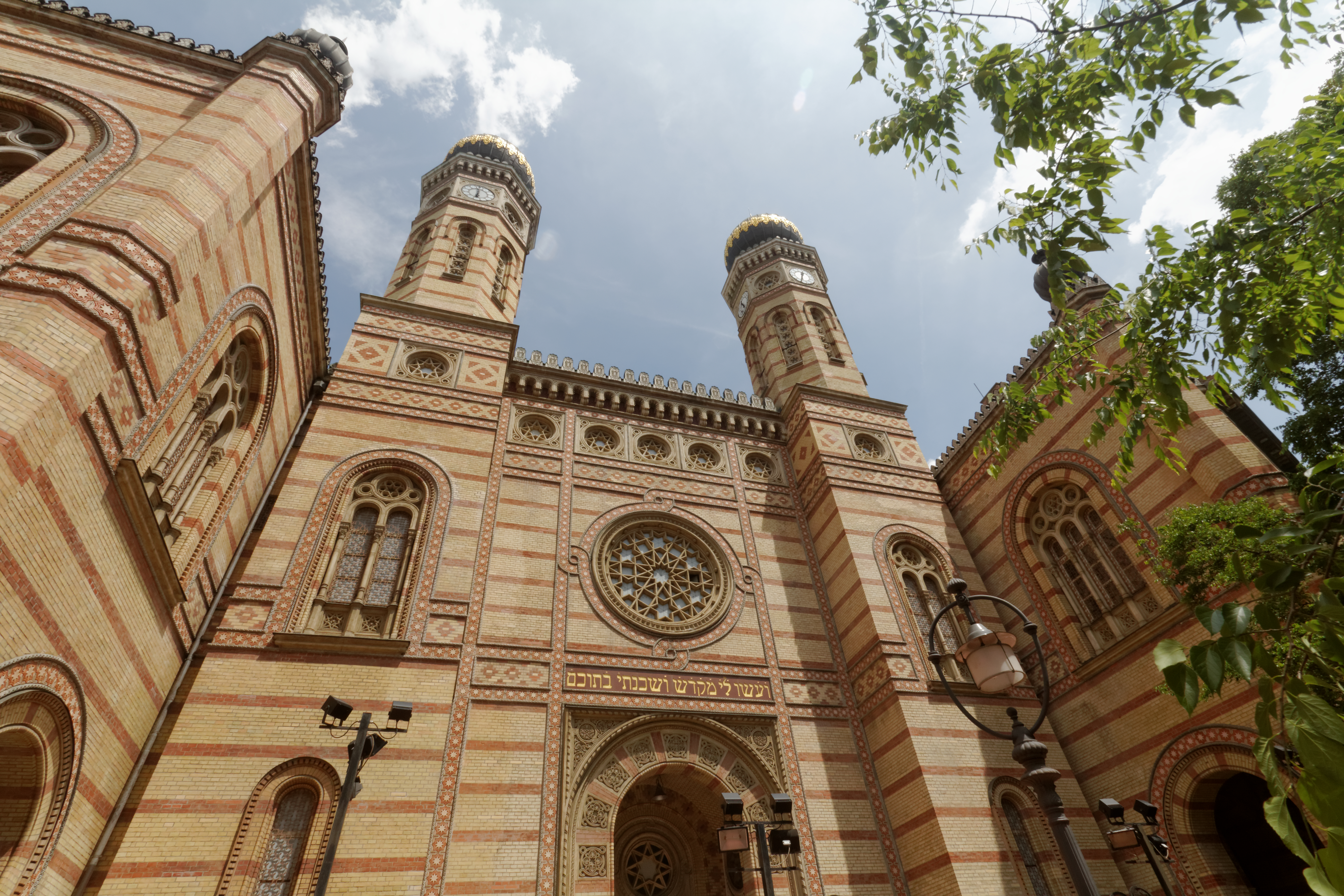
Große Synagoge Budapest

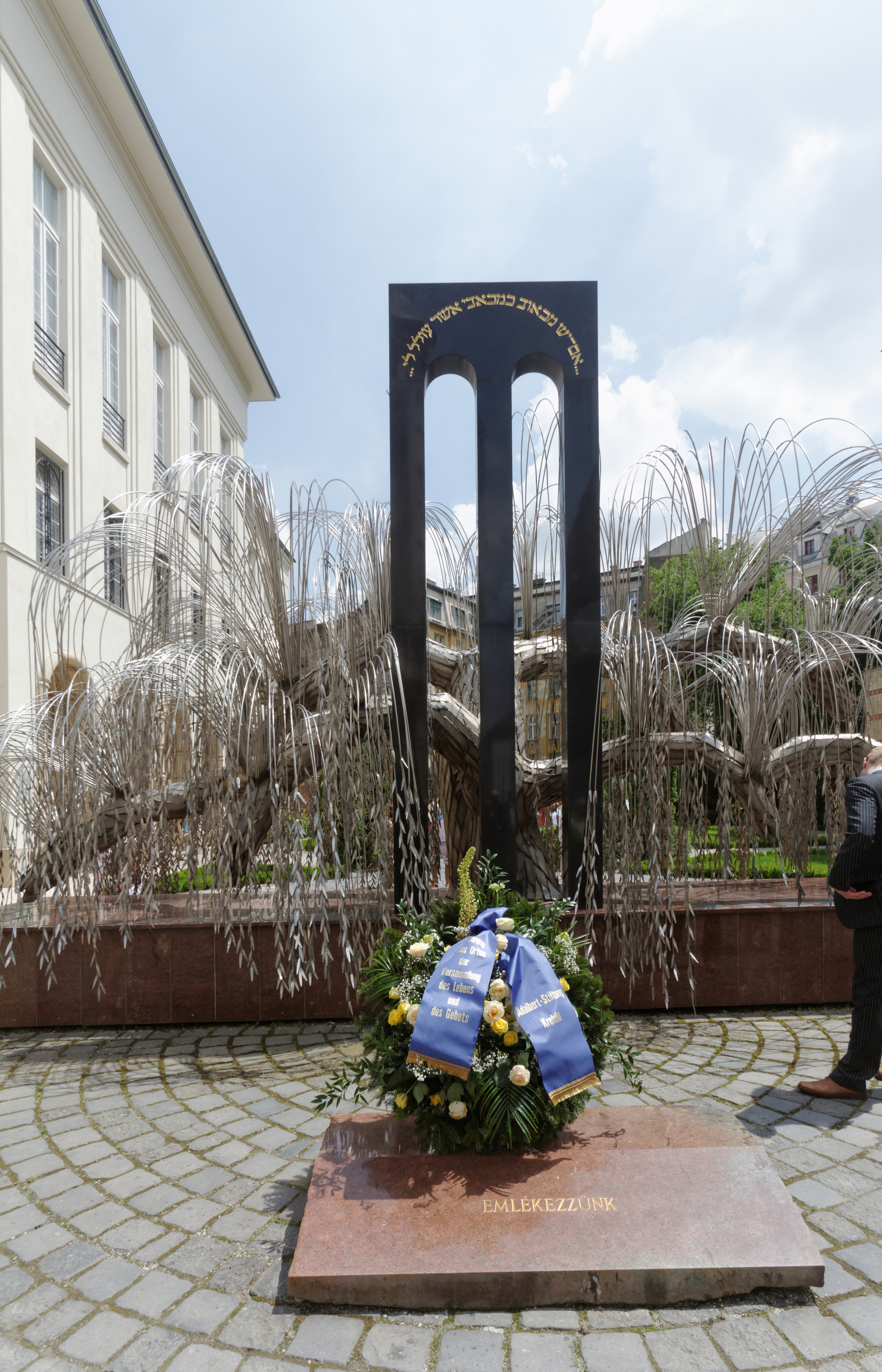
Synagoge Budapest 2013

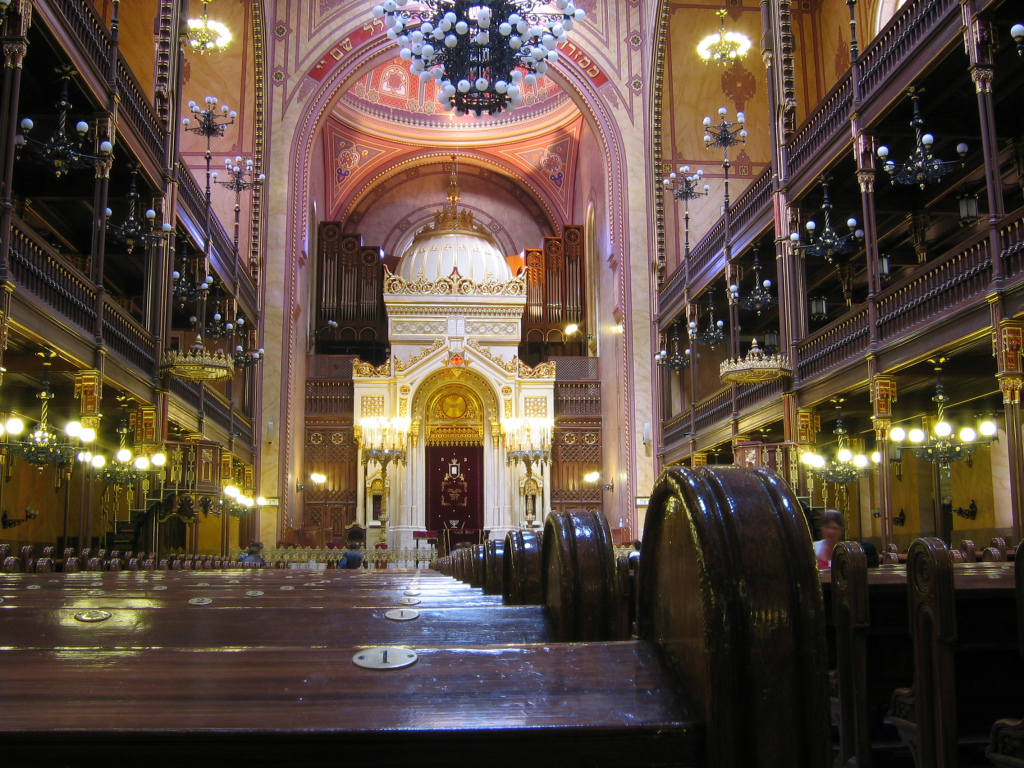
O interior da sinagoga com o belíssimo altar no fundo.

A Sinagoga de Budapeste, Grande Sinagoga de Budapeste ou Sinagoga da Rua Dohány (em húngaro:  Dohány utcai zsinagóga, em hebraico:  בית הכנסת הגדול של בודפשט) é um edifício religioso situado na rua Dohány (que em húngaro Dohány utca significa "rua do tabaco"), em Budapeste, capital da Hungria. Foi construído em meados do século XIX, entre os anos 1854-1859, e projetado em um estilo romântico, combinando elementos neomouriscos e neobizantinos, pelos arquitetos Lajos Förster e Frigyes Feszl. 
A sinagoga tem-se como a maior e mais monumental da Europa, conseguindo acolher mais de três mil pessoas no seu interior, e é onde não apenas judeus de Budapeste, mas de todo o mundo se reúnem regularmente. Para além disso, a sinagoga constitui um marco histórico e monumental na cidade de Budapeste. Tem nove naves abobadadas decoradas com tijolos coloridos, azulejos e arabescos muito interessantes, e duas torres brilhantes, com cúpulas negras e douradas, que a tornam num edifício único no seu estilo. Todas as torres incorporam quatro relógios oitocentistas.
No interior impera um estilo que antecipa a art déco misturada com um neobarroco, invulgar na época construção do edifício. Muitos candeeiros e um grande lustre coroam os tetos e as paredes estão adornadas com imponentes arcos recheados de detalhes, típicos dos séculos precedentes. O altar, brilhantemente planeado é construído em madeira entre outros materiais e o centro é coberto pela célebre talha dourada. A coroar o altar magnânimo, uma pequena cúpula branca, decorada com arabescos dourados, que esconde um órgão.
Durante a Segunda Grande Guerra a Grande Sinagoga de Budapeste sofreu graves danos e esteve mesmo em riscos de ser derrubada pelas tropas nazis, mas foi recuperada e permanece, imponente, lado a lado com jardins, numa das ruas mais movimentadas da cidade. 
Atrás do edifício ergue-se o Monumento aos Mártires Judeus da Hungria.